# Awad Musa
Awad Nasr Musa (arab. ‏عوض نصر موسى‎, ur. w 1947,  zm. 7 października 2010) – sudański piłkarz grający na pozycji pomocnika. W swojej karierze grał w reprezentacji Sudanu.

## Kariera klubowa
Swoją karierę piłkarską Musa rozpoczął w klubie Al-Ittihad Bahri, w którym grał w latach 1960-1967. W latach 1968–1976 był zawodnikiem Al-Hilal Omdurman. Wywalczył z nim dwa mistrzostwa Sudanu w sezonach 1973 i 1981.

## Kariera reprezentacyjna
W 1970 roku Musa został powołany do reprezentacji Sudanu na Puchar Narodów Afryki 1970. Wystąpił w nim w trzech meczach: grupowych z Etiopią (3:0) i z Wybrzeżem Kości Słoniowej (0:1) i w półinale z Egiptem (2:1 po dogrywce). Z Sudanem wywalczył mistrzostwo Afryki.
W 1972 roku Musę powołano do kadry na Puchar Narodów Afryki 1972. Zagrał w nim w trzech meczach grupowych: z Zairem (1:1), z Marokiem (1:1) i z Kongiem (2:4). W tym samym roku wziął udział w Igrzyskach Olimpijskich w Monachium.
W 1976 roku Musa został powołany do kadry na Puchar Narodów Afryki 1976. Wystąpił na nim w trzech meczach grupowych: z Marokiem (2:2), z Nigerią (0:1) i z Zairem (1:1).